# Музей искусств Филбрук
Музей искусств Филбрук (англ. Philbrook Museum of Art) — художественный музей в Талсе (штат Оклахома, США).

## История

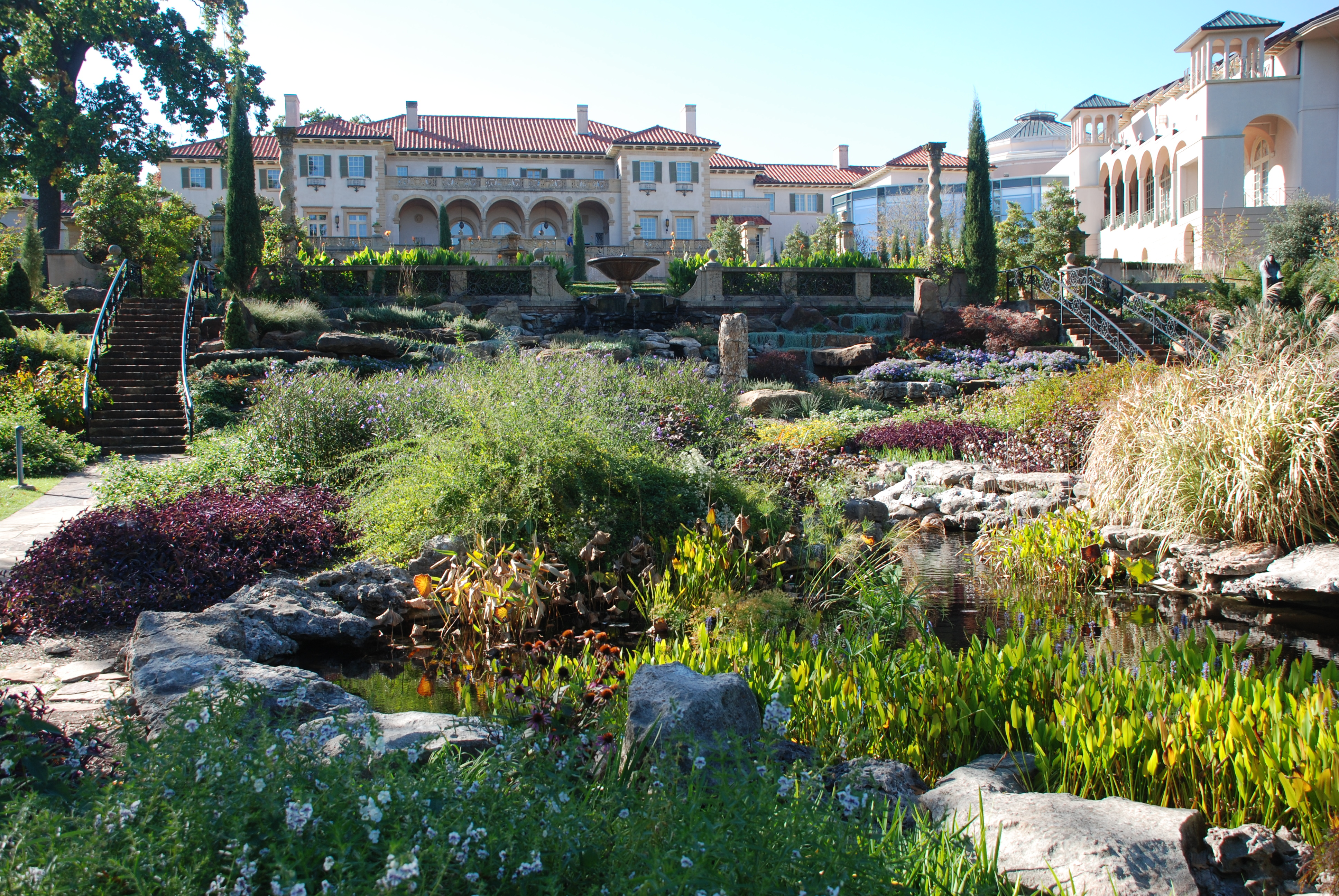
Сад на территории музея

История создания музея отсчитывается с 1938 года, когда нефтяной магнат Уэйт Филлипс и его жена Женевьев (Genevieve) подарили городу Талса свою виллу Филбрук. Их желанием было, чтобы эта вилла использовалась для хранения и экспонирования произведений искусства, в том числе предметов, связанных с искусством американских индейцев. Музей Филбрук был открыт 25 октября 1939 года, после того как была проведена необходимая реконструкция. Его первым директором стал Юджин Кингман.
Изначально в коллекцию музея вошли работы, принадлежавшие семье Филлипсов, а также ряд произведений из собрания Ассоциации искусств Талсы (англ. Tulsa Art Association). Затем коллекция росла за счёт новых приобретений, а также дарений. В частности, ряд картин европейских и американских художников поступил в 1947 году в составе собрания Лауры Клабб (Laura A. Clubb).
В 1990 году был открыт «флигель Крависа» (англ. Kravis Wing), а в 1991 году была проведена масштабная реконструкция основного здания музея. В 2004 году была закончена реновация сада, находящегося на территории музея. Ежегодно музей посещают около 150 тысяч посетителей.

## Коллекция музея
В постоянной коллекции музея находятся предметы европейского, американского и африканского искусства, а также искусства американских индейцев. В экспозиции есть предметы античного и современного искусства и дизайна.

### Европейская живопись
Коллекция европейской живописи представлена картинами таких художников, как Карло Кривелли («Екатерина Александрийская и Иероним», 1470), Бьяджо д’Антонио Туччи («Поклонение волхвов и святых младенцу», около 1476), Джованни Беллини («Бородатый мужчина», около 1485), Бенедетто Лути («Иоанн Евангелист», 1712), Жан-Франсуа де Труа («Купание Вирсавии», 1750), Эжен Буден («Натюрморт с кофемолкой», около 1856), Адольф Вильям Бугро («Пастушка», 1889), Роза Бонёр («Луг и овцы», 1891) и другие.

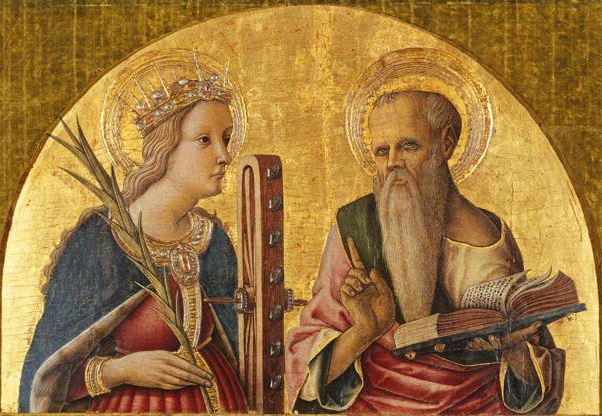
Карло Кривелли. Екатерина Александрийская и Иероним (1470)
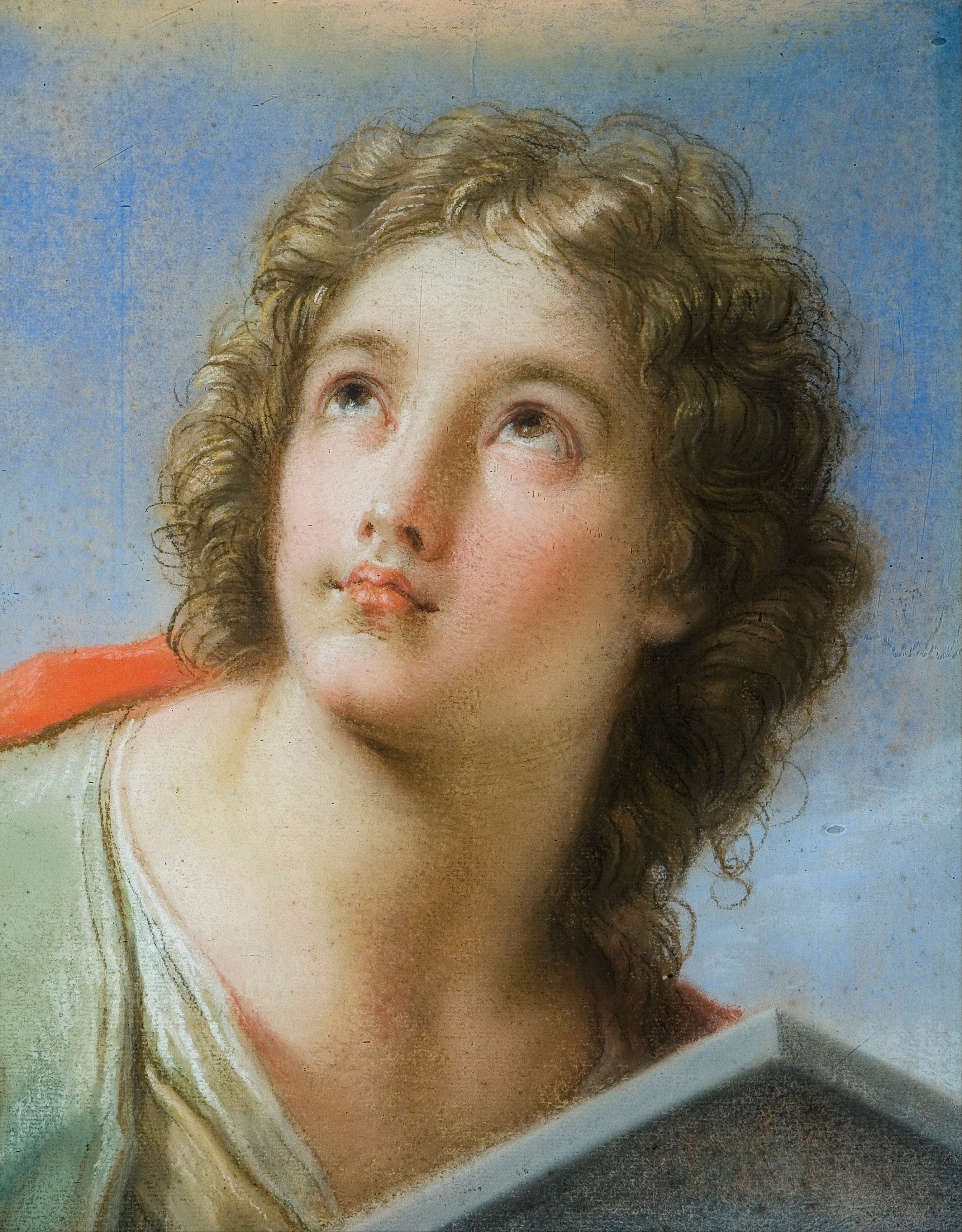
Бенедетто Лути. Иоанн Евангелист (1712)
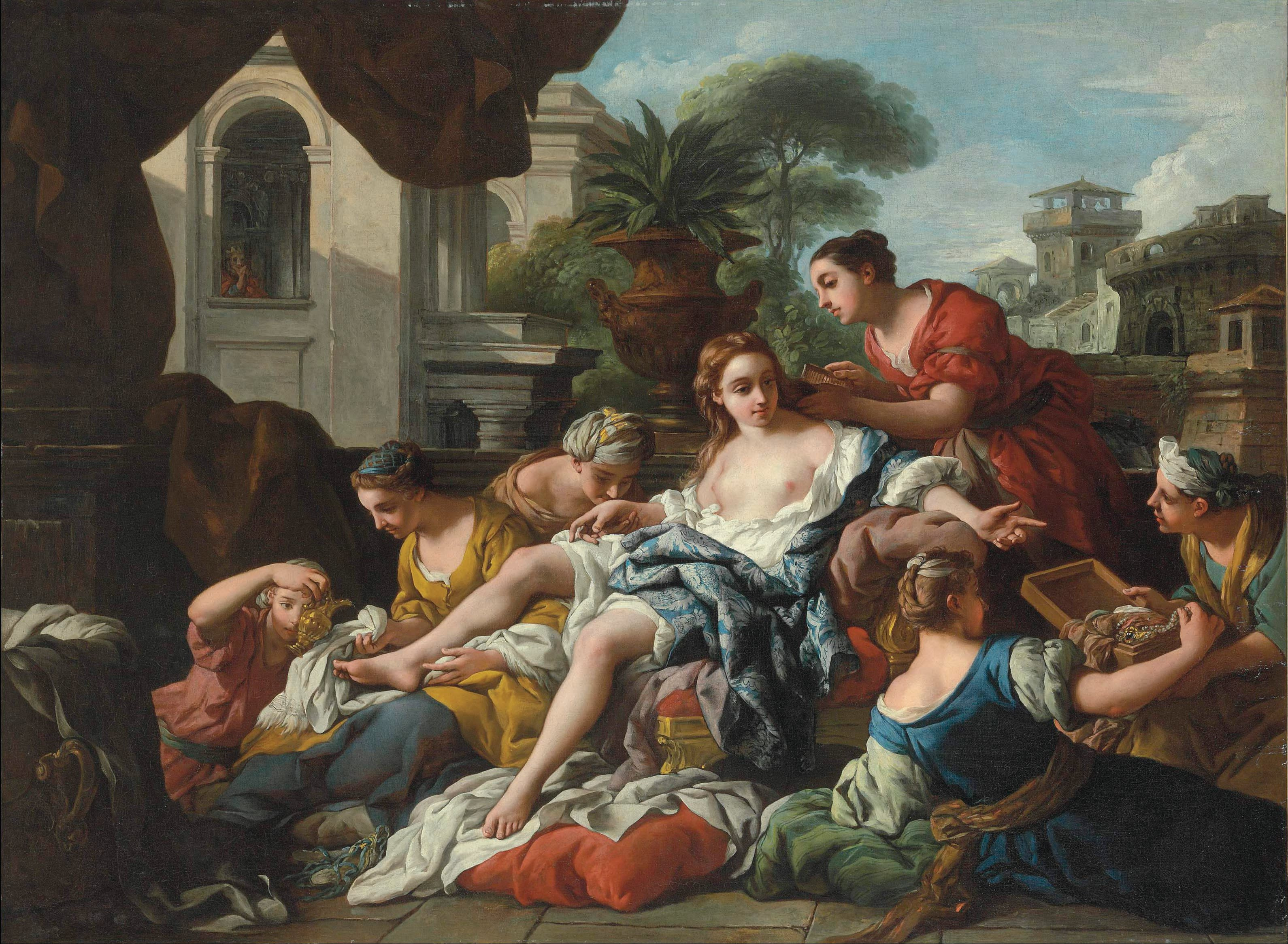
Жан-Франсуа де Труа. Купание Вирсавии (1750)
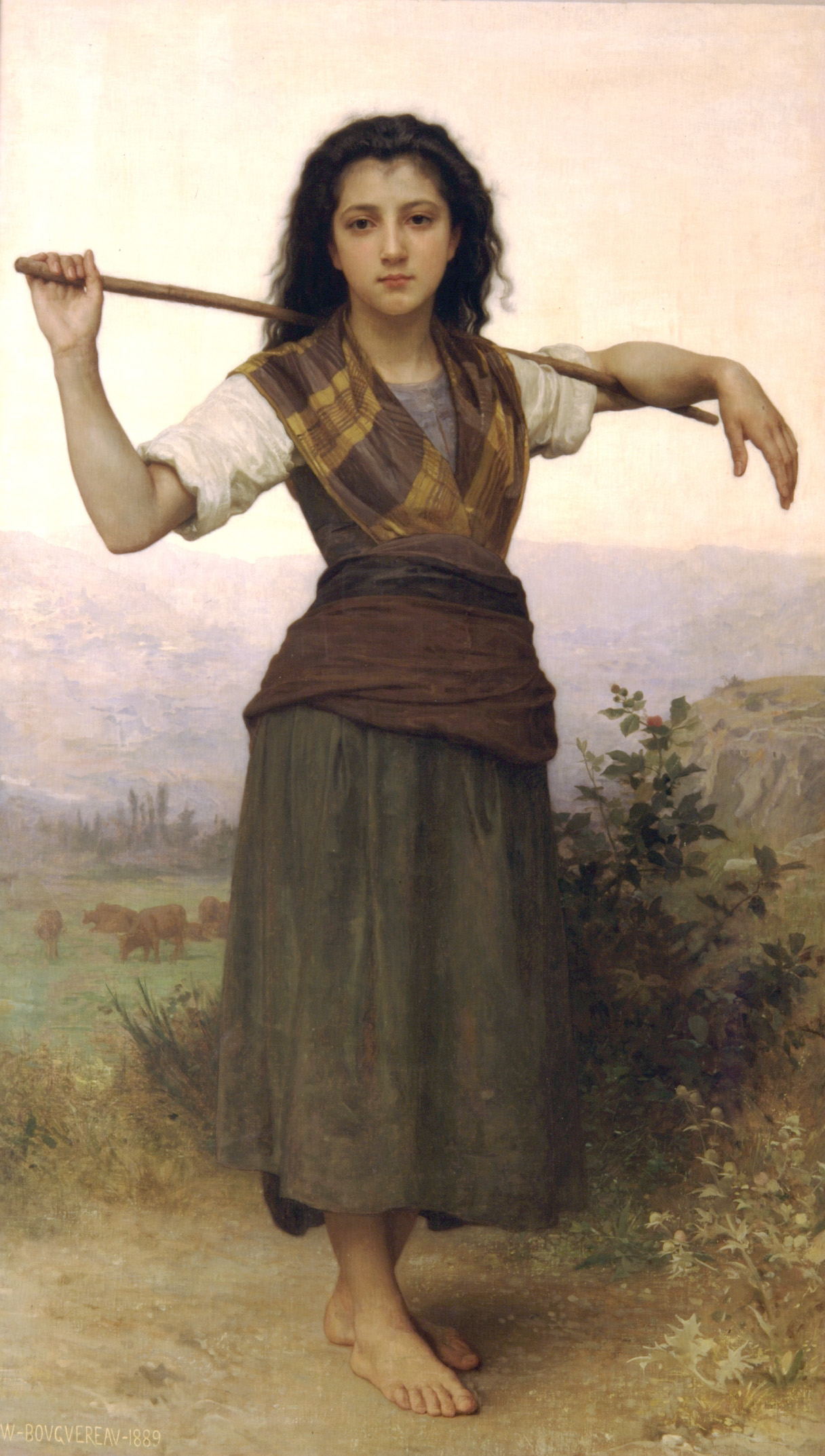
Адольф Вильям Бугро. Пастушка (1889)

### Американская живопись
Коллекция американской живописи представлена картинами таких художников, как Джон Синглтон Копли («Портрет женщины», около 1771), Ашер Браун Дюран («Долина Катскилла», 1863), Томас Моран («Бурное море», 1887), Чайлд Гассам («Мост через Стаур», 1897), Джон Уайт Александер («Портрет миссис Дьюрия», 1898), Джордж Уэсли Беллоуз («Гавань Матиникуса, вечер», 1916) и другие.

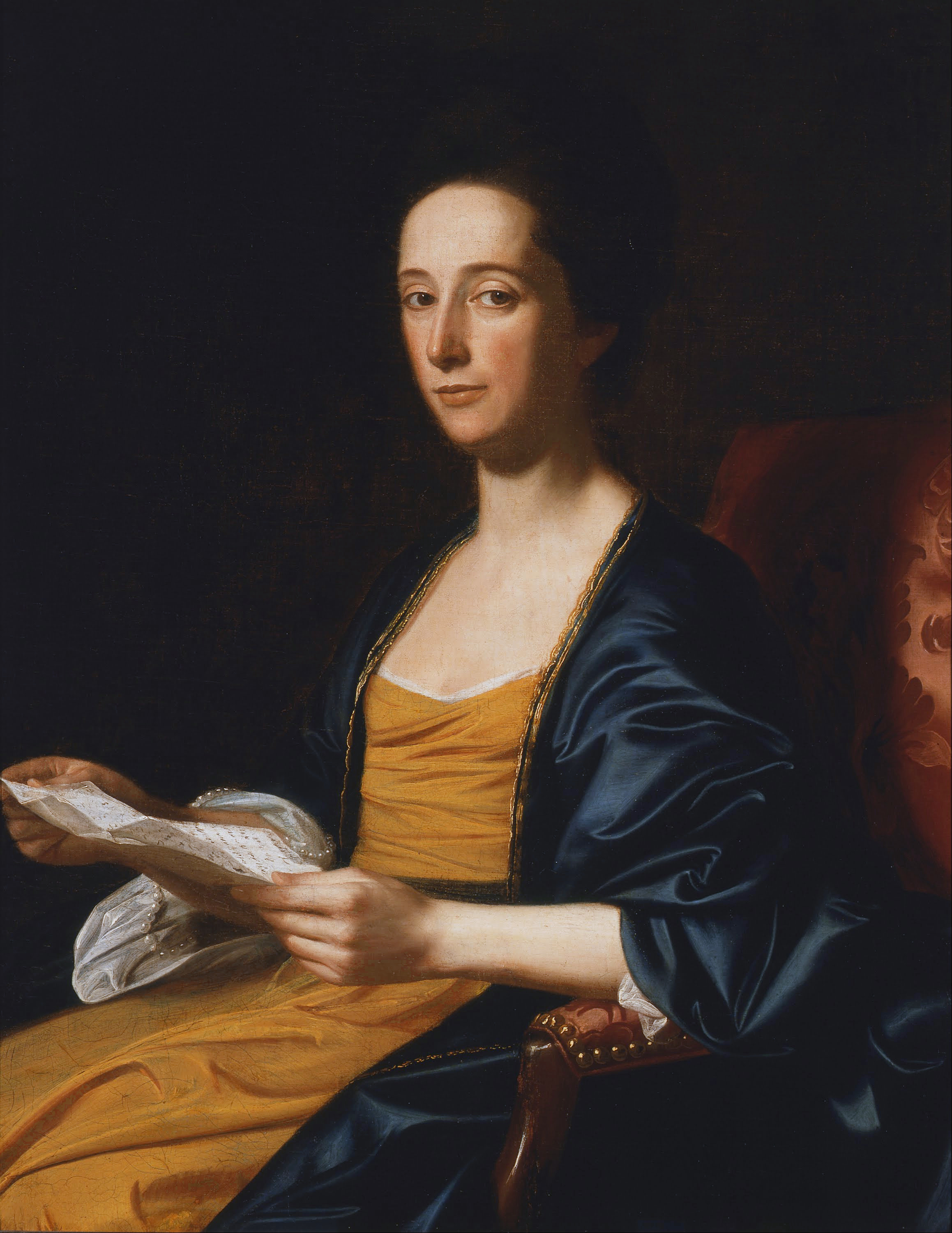
Джон Синглтон Копли. Портрет женщины (около 1771)
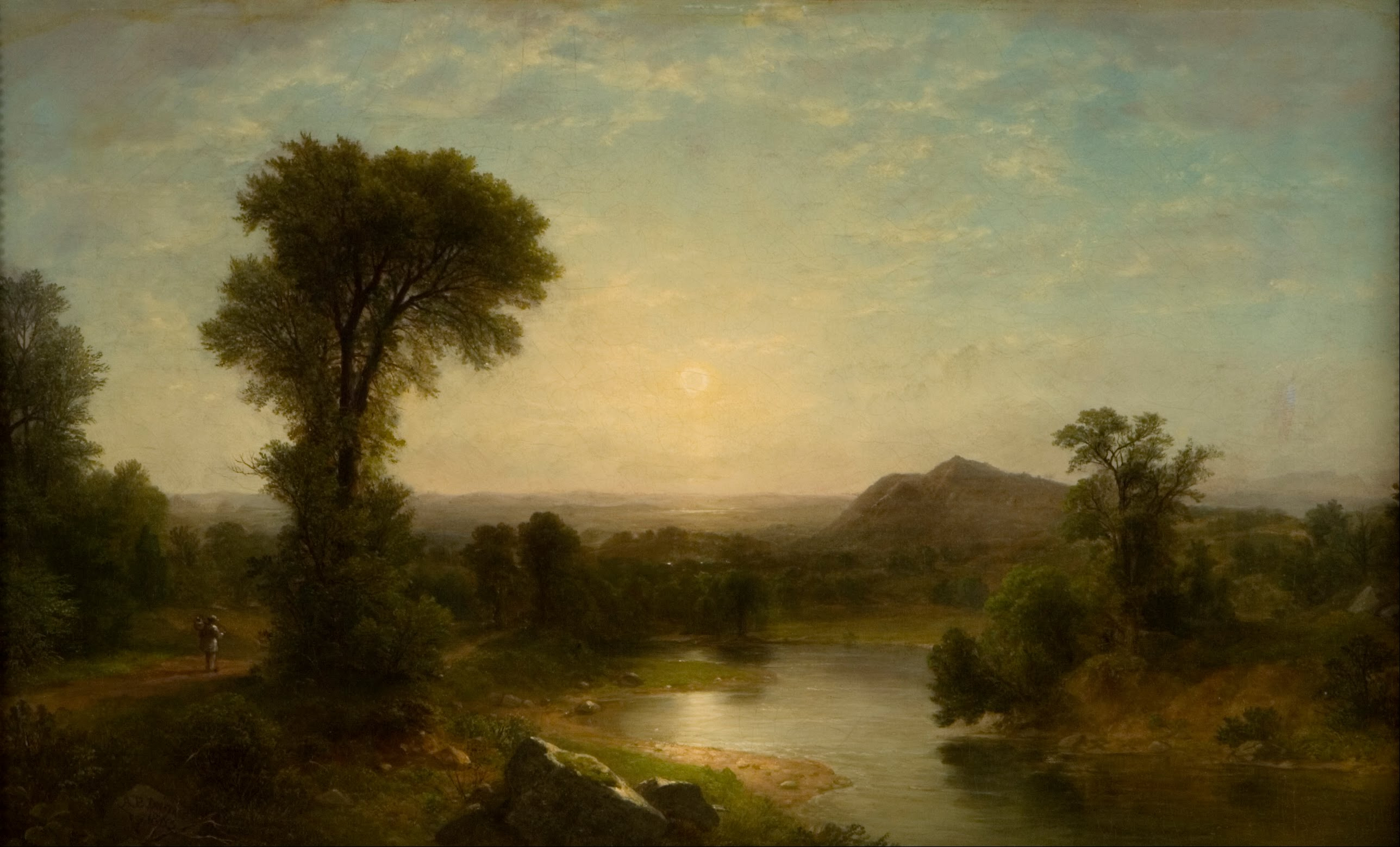
Ашер Браун Дюран. Долина Катскилла (1863)
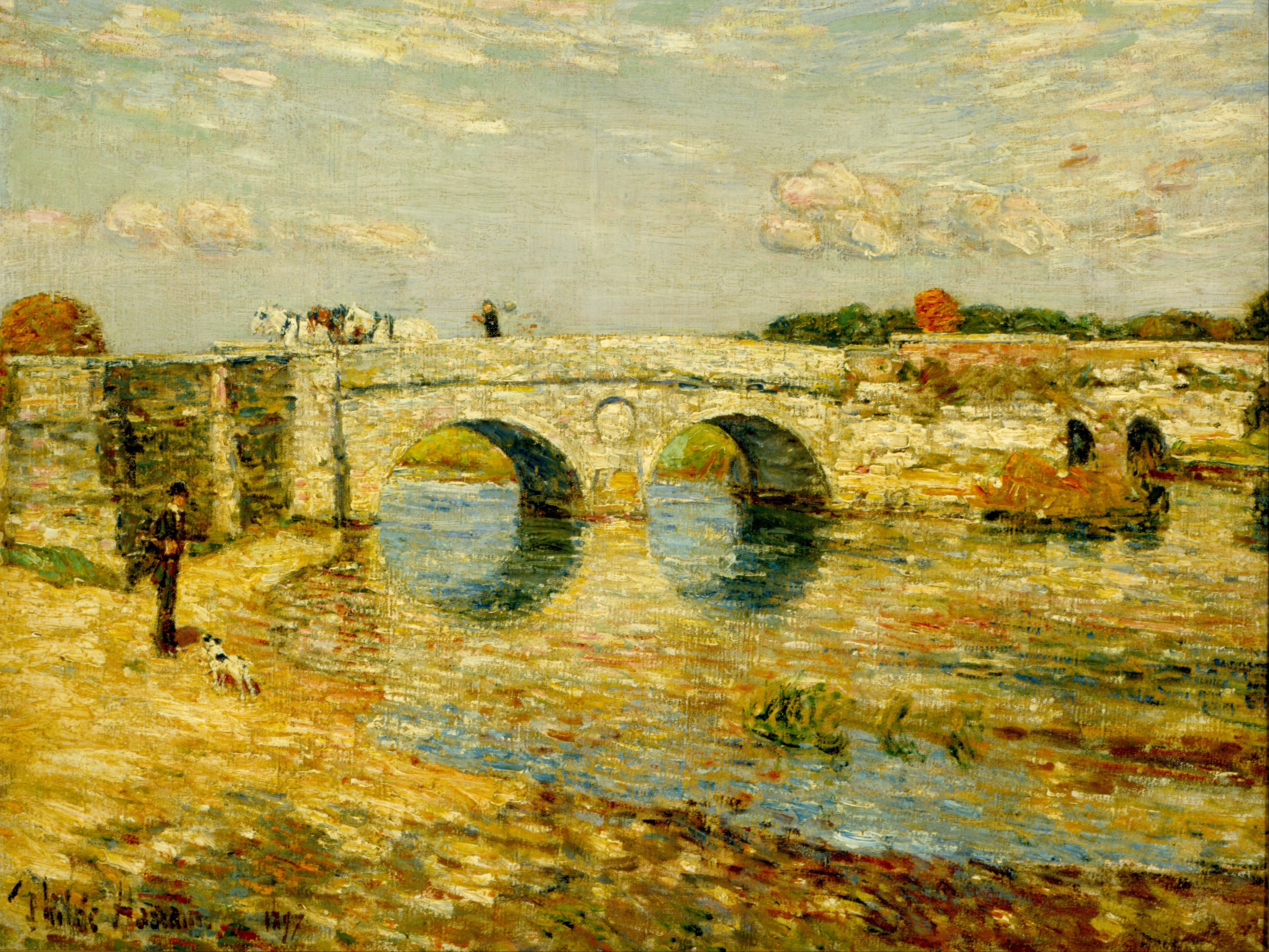
Чайлд Гассам. Мост через Стаур (1897)
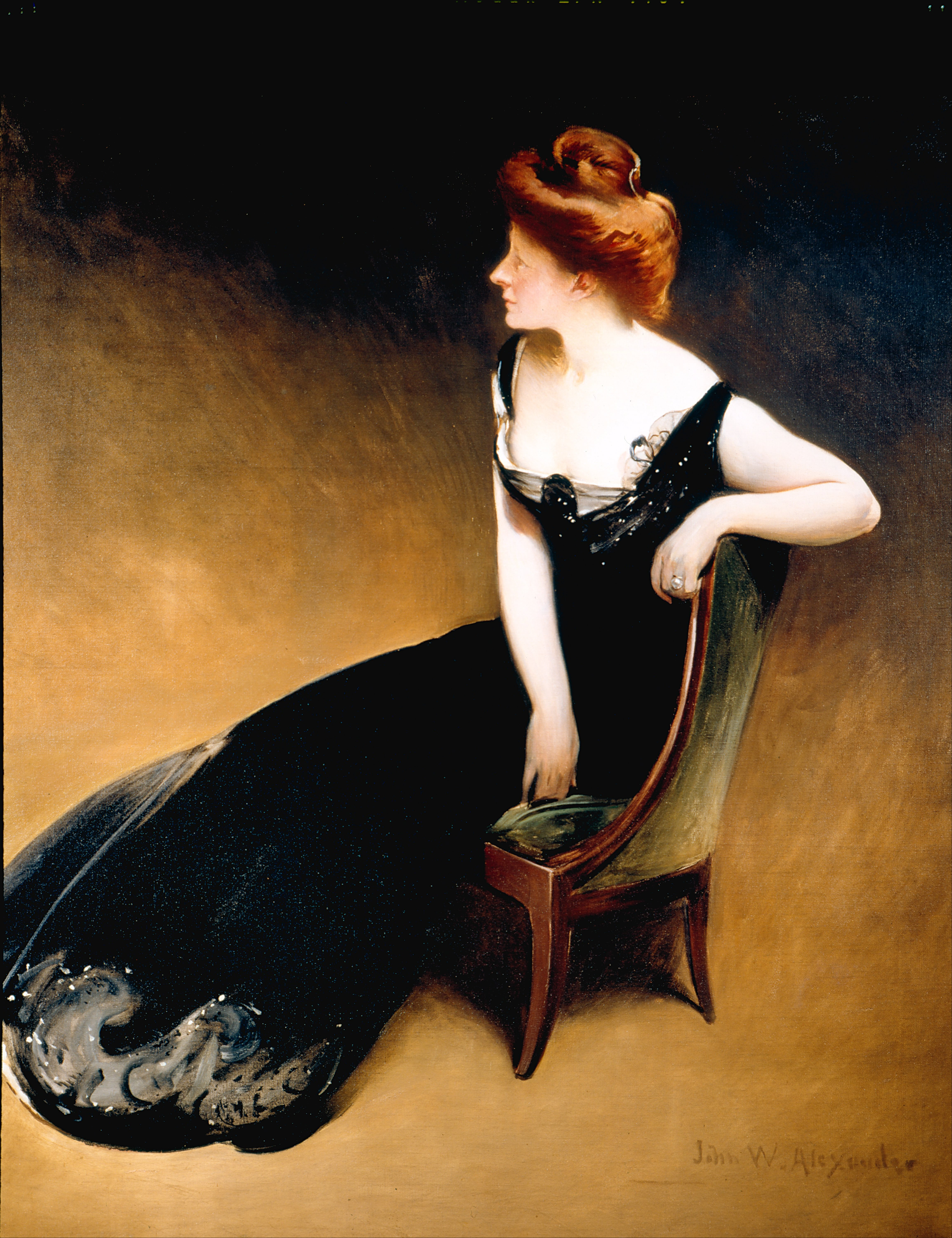
Джон Уайт Александер. Портрет миссис Дьюрия (1898)